# Пентапразеодимдирутений
Пентапразеодимдирутений — бинарное неорганическое соединение, интерметаллид празеодима и рутения с формулой Ru2Pr5, кристаллы.

## Получение
- Сплавление стехиометрических количеств чистых веществ:

{\displaystyle {\mathsf {5Pr+2Ru\ {\xrightarrow {1050^{o}C}}\ Ru_{2}Pr_{5}}}}

## Физические свойства
Пентапразеодимдирутений образует кристаллы моноклинной сингонии, пространственная группа C 2/c, параметры ячейки a = 1,6424 нм, b = 0,6545 нм, c = 0,7341 нм, β = 96,26°, Z = 4,
структура типа карбида пентамагния Mg5C2.
Соединение конгруэнтно плавится при температуре ≈1050 °C.